# Merlin (Goldmark)
Pour les articles homonymes, voir Merlin (homonymie).

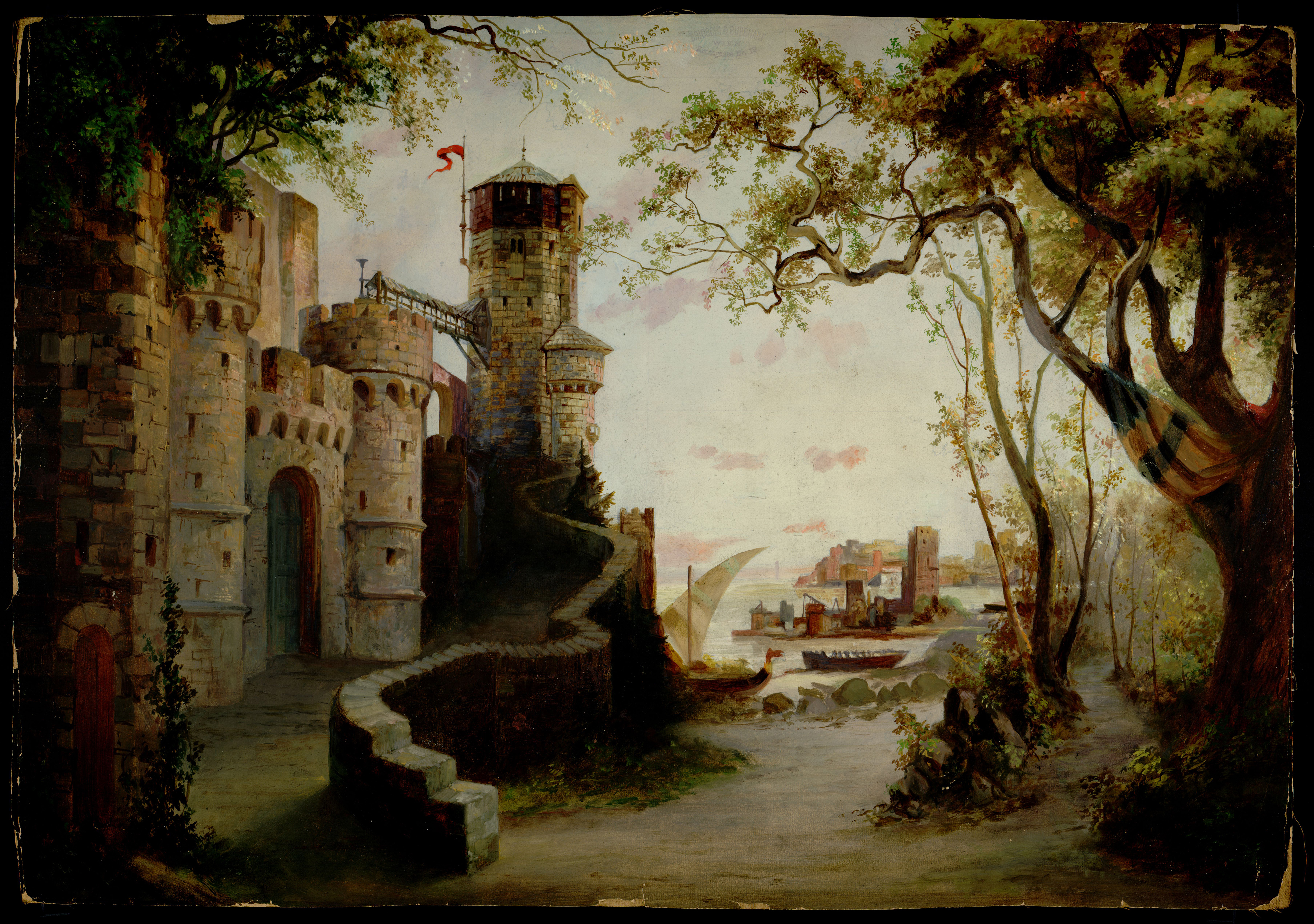
goldmark

Merlin est le second opéra de Károly Goldmark sur un livret de Siegfried Lipiner d'après les poèmes Les Idylles du roi d'Alfred Tennyson sur les légendes du Roi Arthur et les Chevaliers de la Table ronde. Composé en 1886, il est créé le 19 novembre 1887 à Vienne.

## Rôles
- Le Roi Arthur (baryton)
- Ginevra, son épouse (soprano)
- Viviane (soprano)
- Mordred (ténor)
- Lancelot, chevalier de la table ronde (baryton)
- Merlin l'enchanteur (ténor)
- Bedwyr, chevalier traître (baryton)
- Glendower (baryton)
- Morgane, ondine (alto)
- Un démon (basse)